# Соболево (Брянская область)
Соболево — деревня в Дубровском районе Брянской области, в составе Пеклинского сельского поселения. Расположена в 2 км к востоку от деревни Новая Салынь. Постоянное население с 2006 года отсутствует.

## История
Упоминается с XVII века в составе Подывотского стана Брянского уезда. В XVIII веке — владение князей Голицыных; в начале XIX века переходит к Олсуфьевым. Входила в приход села Голубеи. В 1902 году была открыта церковно-приходская школа. С 1861 по 1924 в составе Салынской волости Брянского (с 1921 — Бежицкого) уезда; позднее в Дубровской волости, Дубровском районе (с 1929). С 1920-х гг. до 1954 в Берестокском сельсовете, в 1954—1971 — в Салынском.